# Leck

Ein Leck bzw. eine Leckage ist ein Loch oder eine Undichtigkeit in einem Produkt oder in technischen Systemen, durch das Feststoffe, Flüssigkeiten oder Gase unerwünscht ein- oder austreten können. Eine Leckage kann zum Ausfall eines gesamten technischen Systems führen. Ein Maß für die Größe einer Leckage ist die Leckagerate. 

## Zusammenhang zwischen Lochgröße und Leckagerate
Dichtheit bedeutet im technischen Sinne nur „frei von Leckagen entsprechend dem technischen Einsatzgebiet“. Bei genauer Betrachtung sind die gestellten Anforderungen an technische Systeme sehr unterschiedlich.
Für den Zusammenhang zwischen der Lochgröße und der zugehörigen Leckagerate gelten die folgenden groben Abschätzungen:
| Lochdurchmesser | Leckagerate in mbar × l/s | Generelle Leckagebeschreibung (∆p = 105 Pa) | Gasleckagebeschreibung (∆p = 105 Pa)                             |
| --------------- | ------------------------- | ------------------------------------------- | ---------------------------------------------------------------- |
| ≈ 1 mm          | 102                       | Wasser läuft aus                            |                                                                  |
| ≈ 300 µm        | 101                       |                                             |                                                                  |
| ≈ 100 µm        | 100                       | Tropfender Wasserhahn                       | ≈ 1 cm³ Gasverlust pro Sekunde                                   |
| ≈ 30 µm         | 10−1                      |                                             | ≈ 1 cm³ Gasverlust in 10 Sekunden                                |
| ≈ 10 µm         | 10−2                      | wasserdicht (tropft nicht)                  | ≈ 1 cm³ Gasverlust in 100 Sekunden                               |
| ≈ 3 μm          | 10−3                      | dampfdicht (Schwitzen)                      | ≈ 1 cm³ Gasverlust in 15 Minuten (ca. 1 Gasbläschen pro Sekunde) |
| ≈ 1 μm          | 10−4                      | bakteriendicht                              | ≈ 1 cm³ Gasverlust in 3 Stunden                                  |
| ≈ 300 nm        | 10−5                      | benzin- und öldicht                         | ≈ 1 cm³ Gasverlust pro Tag                                       |
| ≈ 100 nm        | 10−6                      | virendicht                                  | ≈ 1 cm³ Gasverlust in 10 Tagen                                   |
| ≈ 30 nm         | 10−7                      | gasdicht                                    | ≈ 1 cm³ Gasverlust in 100 Tagen                                  |
| ≈ 10 nm         | 10−8                      | virendicht (gesichert)                      | ≈ 1 cm³ Gasverlust in 3 Jahren                                   |
| ≈ 3 nm          | 10−9                      | gasdicht (gesichert)                        | ≈ 1 cm³ Gasverlust in 30 Jahren                                  |
| ≈ 1 nm          | 10−10                     | absolut dicht (technisch)                   | ≈ 1 cm³ Gasverlust in 300 Jahren                                 |
| ≈ 0,3 nm        | 10−11                     |                                             | ≈ 1 cm³ Gasverlust in 3000 Jahren                                |

## Arten von Leckagen
Leckagen werden nach der Art der Charakteristik in folgende Gruppen aufgeteilt:
- Loch-Leckage (deutlich erkennbar)
- Turbulent-Leckage (pfeifende Gasleckage)
- Laminar-Leckage (Leckage in lösbaren oder nicht lösbaren Verbindungen wie z. B. in Flanschen, Schweißnähten etc.)
- Molekular-Leckage (auch Porenleckage; Leckage, die durch feinste Poren oder Verletzungen in der polykristallinen Struktur eines Werkstoffes entstehen)
- Virtuelle Leckage (scheinbare Leckage, die durch die Verdampfung von Flüssigkeiten oder durch Ausgasung entstehen)
- Kalt-/Warmleckage (reversible Leckage, die nur bei extremen Temperaturbeanspruchungen auftritt)
- Ventil-Leckage oder Klapp-Leckage (Leckage mit bevorzugter Strömungsrichtung)
- Lambda-Leckage (Leckage, die bei der Verflüssigung von Helium auftritt)

Keine Leckage im klassischen Sinne ist die materialspezifische Gasdurchlässigkeit (Permeation) eines Werkstoffes.

## Schiffs-Leck

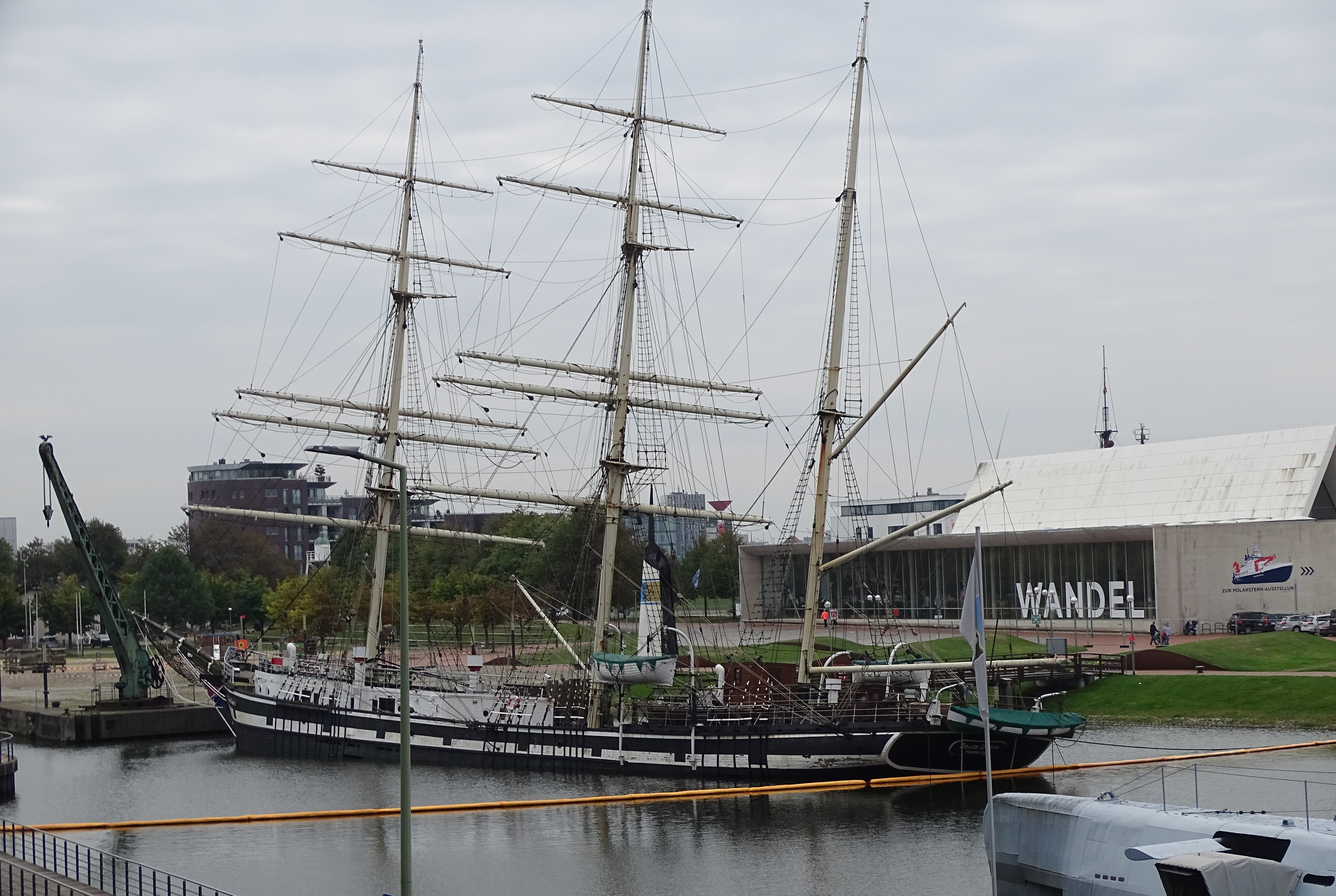
Leckgeschlagenes und abgesacktes Museumsschiff Seute Deern in Bremerhaven

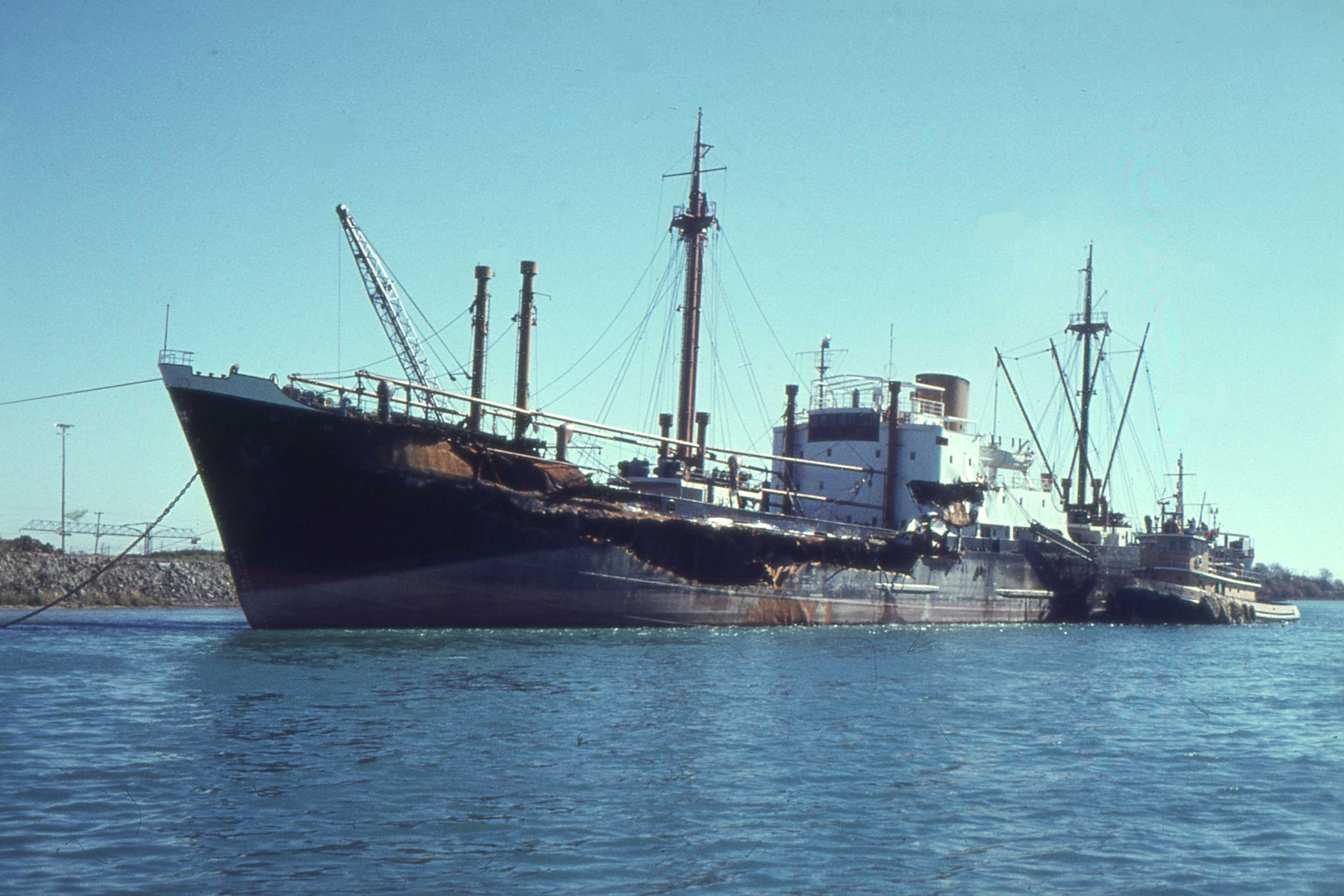
Emsstein 1966 mit großem Leck, nach Kollision auf dem St. Clair River

Ein Leck (Loch) in einem Schiff führt zum Eindringen von Wasser in das Schiffsinnere (Leckwasser). Bei einem Leck unterhalb der Wasserlinie dringt das Wasser durch den von außen wirkenden Wasserdruck ein. Bei Krängung des Schiffes kann ein Leck auch oberhalb der Wasserlinie durch Untertauchen unter den Wasserspiegel zu Wassereinbruch führen. Durch offene oder eingeschlagene Luken, Fenster oder Bullaugen oder durch Lecks in der Bordwand kann Wasser eindringen („Wassereinbruch“). Auch Starkregen und Wellengang können je nach Lage des Lecks einen größeren Wassereinbruch verursachen.
Das eindringende Wasser kann die Stabilität des Schiffes beeinträchtigen oder es zum Sinken bringen.

### Leckstrom
Der Leckstrom (die Menge des einströmenden Wassers pro Zeitspanne) wird gemessen in Liter/Minute oder Kubikmeter/Stunde.
Entscheidend für den Leckstrom sind:
Durchmesser des Lecks
Tiefe des Lecks unter der Wasseroberfläche
Form des Lecks (Einschnürzahl)
Der Leckstrom ist umso größer, je tiefer das Leck unter dem Wasserspiegel liegt, je größer der Leckdurchmesser ist und je größer die Einschnürzahl (je ausgerundeter der Einlauf im Längsschnitt und je runder und glatter der Lochquerschnitt; maximal 1) ist. Aus dem Auftrieb des Schiffes und dem Leckstrom kann berechnet werden, wie lange ein Schiff theoretisch noch schwimmen wird (wenn es nicht vorher kentert).

### Ursachen
Ursachen können sein:
Grundberührung oder Auflaufen
Kollision mit Treibgut, anderen Schiffen, Walen, Hafenanlagen etc.
Spannungsrisse
nach Mast- oder Ruderbruch
Schäden an Stopfbuchse, Stevenrohr, Seeventil, Ruderkoker etc.
Korrosion
defekte Schläuche und Ventile (Toilette)

### Leckbekämpfung
Bei kleinen Lecks kann das eingedrungene Wasser mit einer Lenzpumpe herausgepumpt oder mit einem Lenzeimer bzw. Ösfass herausgeschöpft werden. Entscheidend ist, dass die Zuflussmenge möglichst kleiner ist als die Pumpleistung. Auch wenn die Pumpleistung kleiner ist, verzögert sie den Netto-Leckstrom und verlängert die zur Verfügung stehende Zeit für die Lecksuche und -Abdichtung.
Eine wirkungsvolle Maßnahme ist es, das Schiff so zu krängen, dass dabei das Leck möglichst hoch zu liegen kommt, idealerweise über dem Wasserspiegel. Bei kleinen Lecks ist es auch wirkungsvoll, sofort mit einem Körperteil das Loch durch Dagegendrücken abzudichten.
Große Schiffe sind im Inneren durch Schleusen in wasserdichte Kammern aufgeteilt. Wenn die Schleusen der beschädigten Kammer geschlossen werden, kann das Schiff auch mit gefluteter Kammer weiter manövrierfähig sein.
Ziel jeder Leckbekämpfung ist das möglichst dauerhafte Verschließen des Lecks, beispielsweise durch Gegenpressen einer Platte und Verkeilen derselben mit Holz- oder Metallstützen. Die Fizzical musste herhalten, um diverse Methoden der Leckbekämpfung unter realistischen Bedingungen zu testen.

### Leck am Schlauchboot
Leckt ein Schlauchboot, so entweicht vorerst nur Luft aus einer Kammer. Es sinkt erst, wenn der verbleibende Auftrieb aller Kammern und der von ihnen noch aufgespannte Hohlraum kleiner ist als das Eigengewicht des Bootes plus Ladung.

## Leck in Luftreifen
Lecks in Luft-Reifen (mit oder ohne innenliegenden Schlauch) können sich sehr unterschiedlich verhalten. Ein steckender Fremdkörper kann das Leck in Ruhe oder eine gewisse Fahrtstrecke lang abdichten. Kleine Lecks können sich bei genügend abgesunkenem Druck fast völlig schließen. Ein Leck kann mit einer speziellen Dichtflüssigkeit von innen verklebt oder bei Schlauchreifen mit einem Flicken auf dem Schlauch repariert werden.

## Leckgröße
Die Störfallverordnung legt definierte und undefinierte Leckgrößen fest.

### Definierte Leckgrößen
Emissionen über folgende definierte Leckgrößen:
- einem Schlauchabriss beim Umfüllen
- beim Abblasen über das Sicherheitsventil
- Brechen der Berstscheibe
- Überfüllung in der Tanktasse
- das Versagen eines Flansches

### Undefinierte Leckgrößen
- Riss einer Schweißnaht eines Rohres oder in der Wand eines Behälters.
- Wasserrohrbruch oder allgemeiner Rohrbruch (Abwasserrohre)
- Aufplatzen eines Schlauches
- Verschütten